# はてにゃん。
はてにゃん。は学校法人大阪経済大学のマスコットキャラクターである。

## 外観
見た目はマゼンタ色をした猫であり、色んなことに疑問をもっているので頭と尾の部分がはてな（？）の形をしている。なお、ピンときたような表情の時は？の部分が感嘆符（！）に変化する。

## 名称の決定まで
このキャラクターは当初から名前があった訳ではなく、4ヶ月間は名前の無いまま大学の広報等で使用された。当時は「あのネコ」という形で通していた。その後、名前を決める事が確定した際、一次選考までに2966件の名前が応募され、「はてにゃん。」「はてにゃ」「ぴんくる」「はてねこ」「くえすけ」の5つまで絞られた後に、2011年4月11日～2011年4月15日の期間、メールによる投票が行われ、「はてにゃん。」に決定した。

## その他
- 公式HPで定期的に「はてにゃん。」を使用した4コマ漫画（毎回4コマとは限らない）を掲載している。
- 「はてにゃん」ではなく、「。」（句点）まで含めたものが正式名称である。
- 株式会社経大サービスより、グッズ、飲料などが販売されている。